# Aricia precursoria
Aricia precursoria är en fjärilsart som beskrevs av Beuret 1951. Aricia precursoria ingår i släktet Aricia och familjen juvelvingar. Inga underarter finns listade i Catalogue of Life.